# Autoserica opacula
Autoserica opacula är en skalbaggsart som beskrevs av Moser 1924. Autoserica opacula ingår i släktet Autoserica och familjen Melolonthidae. Inga underarter finns listade.